# .gu
Pour les articles homonymes, voir GU.
.gu est le domaine de premier niveau national (country code top level domain : ccTLD) réservé à Guam. Il est introduit le 15 avril 1994 et est administré par l'université de Guam.

## Propriétés
Un domaine .gu peut comporter entre trois et 63 caractères et ne contenir que des caractères alphanumériques. Les noms de domaine internationalisés ne sont pas pris en charge. Le domaine de premier niveau ne peut être utilisé que par des personnes physiques et morales basées à Guam. 

## Domaines de second niveau
Le domaine de premier niveau .gu est divisé en cinq domaines de second niveau :
- com.gu : Entités commerciales
- net.gu : Fournisseurs de services réseau
- gov.gu : Gouvernement
- org.gu : Organisations non commerciales
- edu.gu : Éducation